# Montes Aorangi
Los montes Aorangi (en inglés Aorangi Range), también conocidos como montes Haurangi, son una pequeña cordillera en el sureste de Wairarapa, es la cadena montañosa más meridional de la isla Norte de Nueva Zelanda. Se extiende desde cabo Palliser hacia el norte por más de 20 kilómetros. La mayor parte de estas montañas está cubierta de bosque nativo que está protegido y reservado para el uso público recreativo, como parte del Parque Forestal Aorangi.